# Regency TR-1

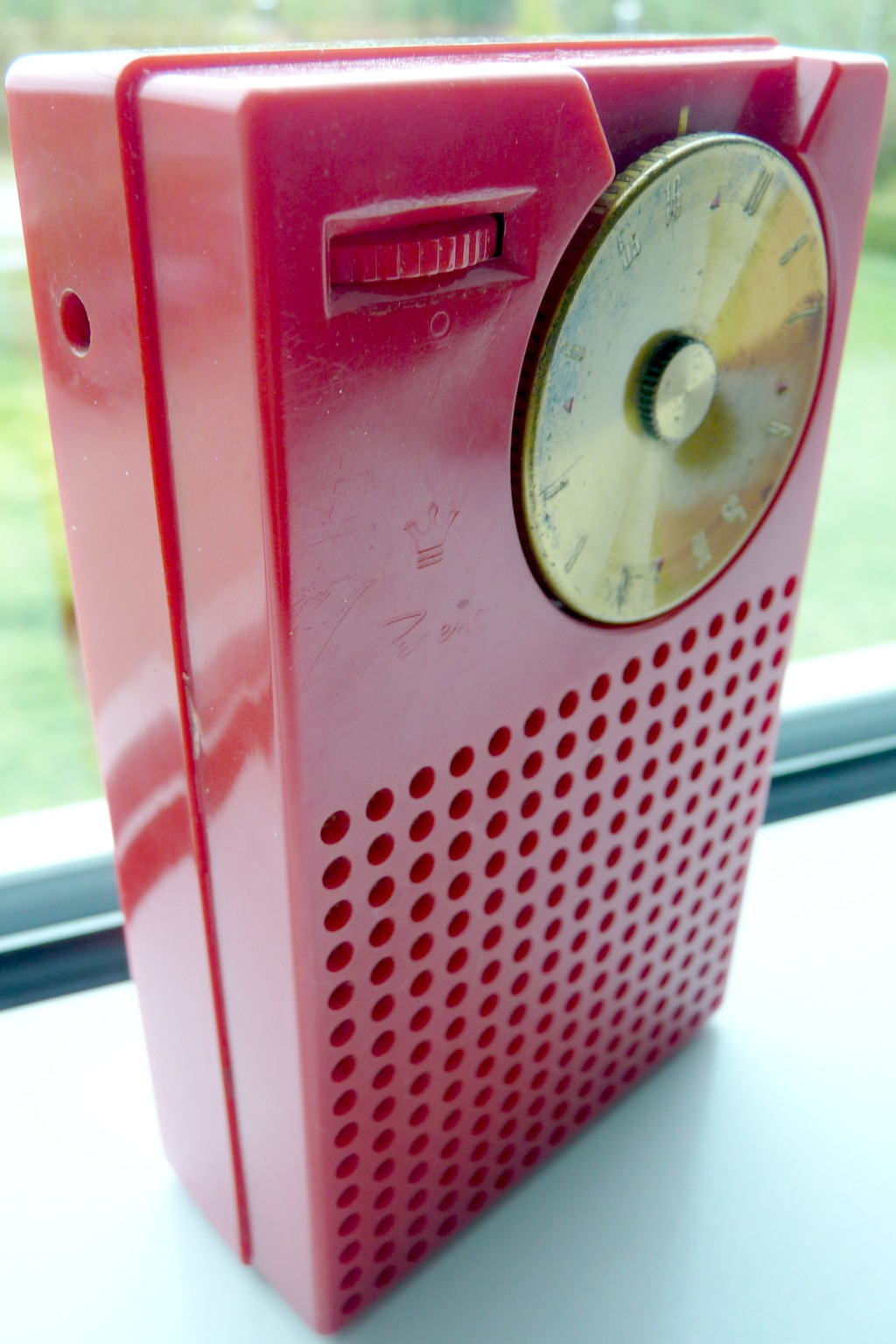
Regency TR-1

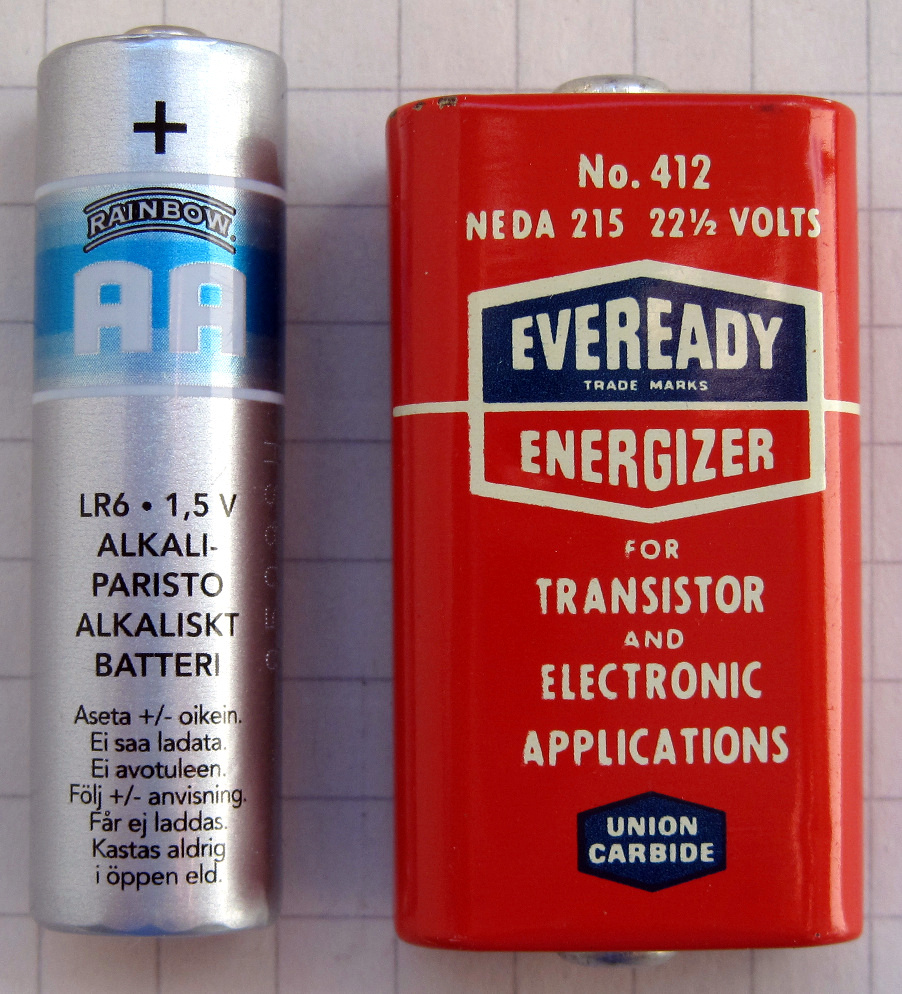
Článek AA vedle baterie 22,5 V

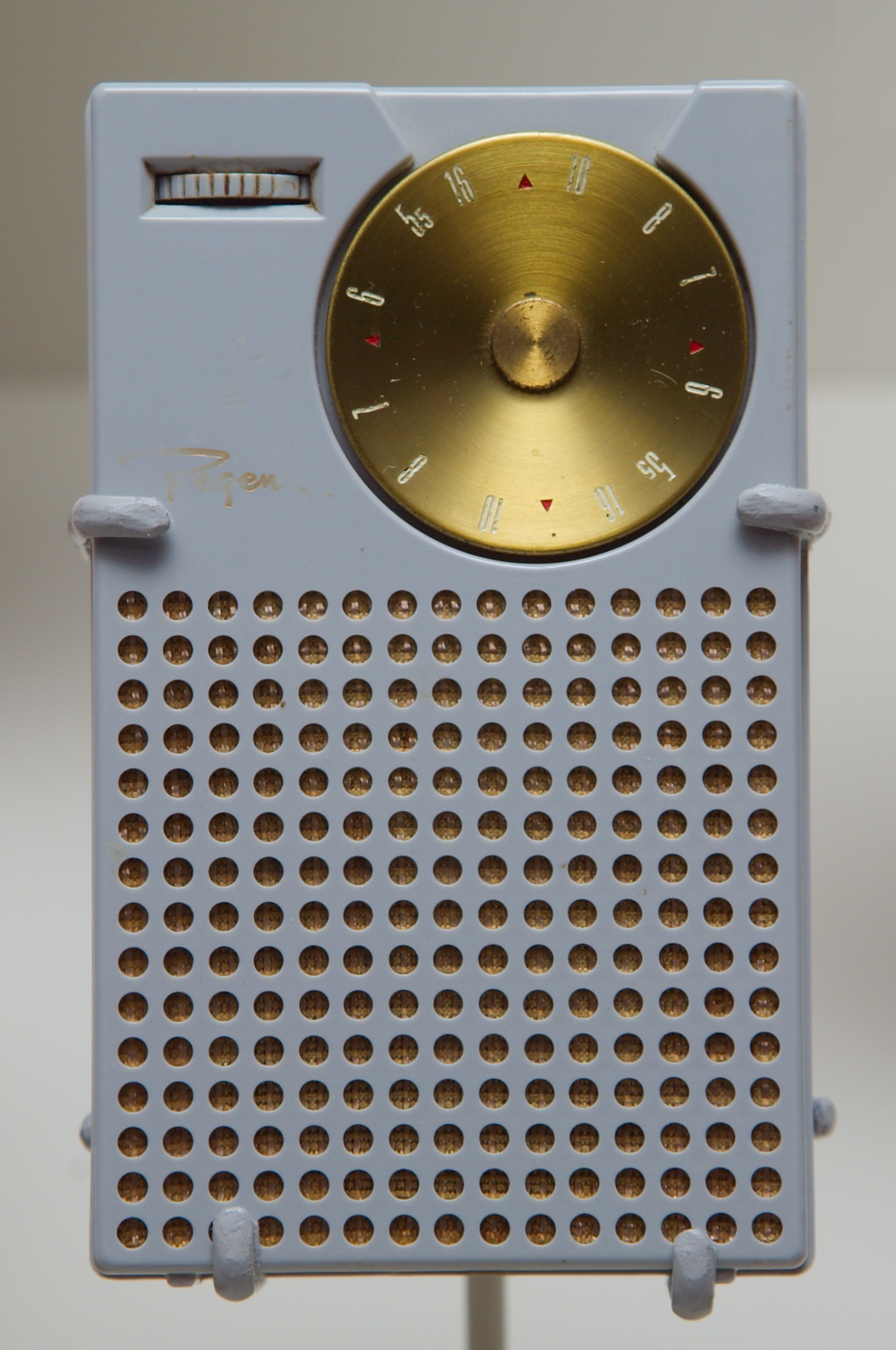
Regency TR-1

Regency TR-1 byl první sériově vyráběný tranzistorový rádiopřijímač na světě. Byl vyvinut ve Spojených státech amerických a začal se prodávat v roce 1954. Přijímač byl navržen ve spolupráci amerických společností Texas Instruments a IDEA. V průběhu jednoho roku od uvedení na trh bylo prodáno přibližně 100 000 těchto přijímačů. Přijímač demonstroval použití tranzistorů ve spotřební elektronice. Předtím byly tranzistory používány především pro vojenské nebo průmyslové účely. Přežívající exempláře Regency TR-1 jsou vyhledávány sběrateli.

## Historie
Roku 1954 společnost Texas Instruments navrhla a postavila prototyp tranzistorového rádiopřijímače a hledala společnost, která by byla ochotna přijímač vyrábět, aby byl zajištěn odbyt pro tranzistory Texas Instruments. Velké americké společnosti Radio Corporation of America, Philco a Emerson nabídku odmítly. Nabídku na výrobu TR-1 přijal tehdejší šéf společnosti IDEA Ed Tudor. Předpověděl, že během následujících tří let se prodá 20 mil. tranzistorových rádiopřijímačů.
Společnost IDEA před zahájením výroby provedla výrazné změny v zapojení a konstrukci přijímače. Došlo ke snížení počtu součástek, včetně snížení počtu tehdy ještě drahých tranzistorů, což vedlo mj. ke zmenšení výstupního výkonu nízkofrekvenční části. Zapojení přijímače přepracoval inženýr společnosti IDEA Richard C. Koch. Některé části jeho obvodového řešení byly patentovány.
Přijímače TR-1 začala vyrábět společnost IDEA ve své divizi Regency koncem října 1954. Prodávat se začaly v listopadu 1954 pod názvem Regency TR-1 za cenu cca 50 amerických dolarů, což zhruba odpovídá částce 410 dolarů v roce 2011.
Regency TR-1 byl původně nabízen ve čtyřech barvách (černá, slonová kost, červená a šedá). Později byl vyráběn také v olivově zelené barvě a v dalších barvách, jako jsou levandulová, perlově bílá, tyrkysová a růžová. Volitelné příslušenství tvořilo sluchátko.

## Základní vlastnosti přijímače
Vlastnosti přijímače Regency TR-1 byly úměrné možnostem tehdejší součástkové základny.
- Vlnový rozsah: SV (střední vlny)
- Princip přijímače: superhet
- Počet laděných obvodů: 5
- Mezifrekvenční kmitočet: 262 kHz
- Rozměry: 127 × 76 × 32 mm
- Hmotnost: cca 300 g
- Výstupní výkon: 100 mW
- Reproduktor: Ø 6,9 cm
- Napájecí napětí: 22,5 V (u TR-4 jen 9 V)
- Doba provozu na baterii: 20 až 30 hodin

## Použité součástky
Pro přijímač musela být vyvinuta celá řada malých součástek, např. kulatý reproduktor o průměru 6,9 cm, malý ladicí kondenzátor, malý výstupní transformátor nízkofrekvenčního zesilovače, keramické kondenzátory, apod. Montáž součástek byla prováděna technikou plošných spojů. Pouzdro přijímače bylo vyráběno z nového typu plastické hmoty.
Do přijímače byly zpočátku montovány germaniové tranzistory s nízkým mezním kmitočtem, které navíc vyžadovaly pro dobrou funkci poměrně vysoké napájecí napětí. Proto byla v přijímači použita destičková baterie se jmenovitým napětím 22,5 V a byl zvolen nízký mezifrekvenční kmitočet 262 kHz (obvyklá hodnota mezifrekvenčního kmitočtu rozhlasových přijímačů pro příjem signálu v pásmu středních vln bývá okolo 455 kHz).
Výrobu potřebných součástek zajišťovala celá řada dodavatelů z různých míst USA. Tranzistory a transformátory vyráběla společnost Texas Instruments. Kondenzátory dodávaly International Electronics z Nashville, Erie Electronics z Pensylvánie a Centralab z Wisconsinu. Malé reproduktory vyráběla společnost Jensen Loudspeakers z Illinois a ladicí kondenzátory společnost Radio Condenser z New Jersey. Mezifrekvenční transformátory dodávala společnost Vokar z Michiganu. Plastové díly vyráběla Argus Plastics z Indiany. Materiál pro desky plošných spojů vyráběla společnost Richardson z Illinois.

## Obvodové řešení

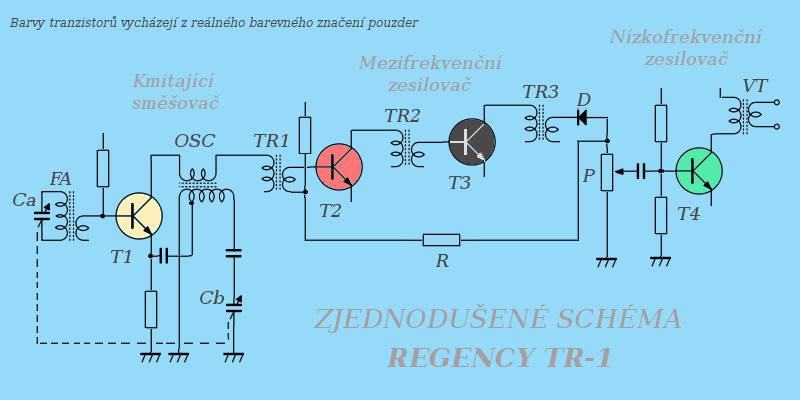
Zjednodušené schéma zapojení přijímače Regency TR-1

Přijímač je řešen jako superheterodyn. Na vstupu přijímače se nachází feritová anténa. Oproti původnímu prototypu přijímače, navrženému společností Texas Instruments, byly ve finální verzi Regency TR-1 použity jen čtyři tranzistory. Varianta pocházející od Texas Instruments měla samostatný směsovač a samostatný oscilátor. Inženýr společnosti IDEA Richard C. Koch jeden tranzistor ušetřil, protože použil kmitající směšovač (tranzistor T1 na obrázku). Vstupní a oscilátorový obvod jsou přelaďovány dvojitým ladicím kondenzátorem (na obrázku mají sekce kondenzátoru označení Ca, resp. Cb).
Mezifrekvenční zesilovač s mezifrekvenčním kmitočtem 262 kHz obsahuje dva tranzistory (T2 a T3). Přijímač má celkem tři mezifrekvenční transformátory (TR1, TR2, TR3). Na sekundární vinutí posledního transformátoru (TR3) je zapojen jednoduchý diodový demodulátor (dioda D). Pracovní bod prvního mezifrekvenčního tranzistoru (T2) je řízen stejnosměrnou složkou napětí z demodulátoru, což v určitém rozmezí velikosti signálu zajišťuje automatické vyrovnávání citlivosti přijímače (AVC).
Na výstupu demodulátoru je zapojen potenciometr pro regulaci hlasitosti (potenciometr je na obrázku označen jako P). Následující nízkofrekvenční zesilovač má pouze jeden tranzistor (T4), protože Koch jeden ze dvou tranzistorů obsažených v původním prototypu přijímače vypustil. V obvodu kolektoru tranzistoru T4 se nachází výstupní nízkofrekvenční transformátor (VT), který impedančně přizpůsobuje reproduktor, či sluchátko.